# Neomitranthes
Neomitranthes es un género con 17 especies de plantas con flores de la familia Myrtaceae. Es originario de Brasil.

## Especies
- Neomitranthes amblymitra (Burret) Mattos, Loefgrenia 76: 2 (1981).
- Neomitranthes apiculata (Burret) Mattos, Loefgrenia 76: 2 (1981).
- Neomitranthes capivariensis (Mattos) Mattos, Loefgrenia 76: 2 (1981).
- Neomitranthes castellanosii (Mattos & D.Legrand) Mattos, Loefgrenia 76: 2 (1981).
- Neomitranthes cordifolia (D.Legrand) D.Legrand, Fl. Ill. Rio Grande do Sul, Mirtac.: 141 (1989).
- Neomitranthes gemballae (D.Legrand) D.Legrand, in Fl. Ilustr. Catar. 1(Mirt.): 676 (1977).
- Neomitranthes glomerata (D.Legrand) Govaerts in R.H.A.Govaerts & al., World Checklist Myrtaceae: 335 (2008).
- Neomitranthes gracilis (Burret) N.Silveira, Roessléria 4: 123 (1981).
- Neomitranthes hoehnei (Burret) Mattos, Loefgrenia 76: 2 (1981).
- Neomitranthes langsdorffii (O.Berg) Mattos, Loefgrenia 76: 2 (1981).
- Neomitranthes nitida Mattos, Loefgrenia 110: 2 (1997).
- Neomitranthes obscura (DC.) N.Silveira, Roessléria 4: 123 (1981).
- Neomitranthes obtusa Sobral & Zambom, Novon 12: 112 (2002).
- Neomitranthes pedicellata (Burret) Mattos, Loefgrenia 76: 2 (1981).
- Neomitranthes riedeliana (O.Berg) Mattos, Loefgrenia 99: 6 (1990).
- Neomitranthes warmingiana (Kiaersk.) Mattos, Loefgrenia 76: 2 (1981).
- Neomitranthes wilsoniana Mattos, Loefgrenia 94: 7 (1989).